# Bill Moggridge
William (Bill) Moggridge né à Londres (Angleterre) le 25 juin 1943 et mort à San Francisco (États-Unis) le 8 septembre 2012, est un designer britannique, spécialisé dans le design industriel et pionnier du design interactif. Cofondateur du cabinet IDEO dans la Silicon Valley, il dirige également le Cooper–Hewitt National Design Museum de la Smithsonian Institution, à New-York.

## Présentation
Il se fait connaître en dessinant ce qui constitue l'un des premiers ordinateurs portables, le Grid Compass, en 1979. Construits par GriD Systems, ces ordinateurs serviront en opération au sein de la NASA dans les années 1980. Bill Moggridge recevra pour ce travail le prix Prince Philip Designers 2010 décerné par la Royal Society of Arts de Londres. 
Sa contribution cherche à propager le design numérique, encore appelé design d'interaction, au sein du monde du design, et à développer l'idée d'une conception orientée vers l'utilisateur. Il enseignera ainsi au Royal College of Art de Londres, à la London Business School ainsi qu'à l'Institut de design numérique de Copenhague. 

## Principales réalisations
Outre les fameux ordinateurs portables de GriD Systems, Bill Moggridge a dessiné des mini-ordinateurs de bureautique et le CompuDesk, qui est un ordinateur intégré dans un bureau destiné aux dactylos. Il dessinera aussi des téléphones cellulaires (Dancall DCT 5000), des manettes de jeu pour Logitech.

## Publications
- Designing Interactions, The MIT Press, 2006,  (ISBN 0262134748).
- Designing Media, The MIT Press, 2010,  (ISBN 0262014858).

## Galerie

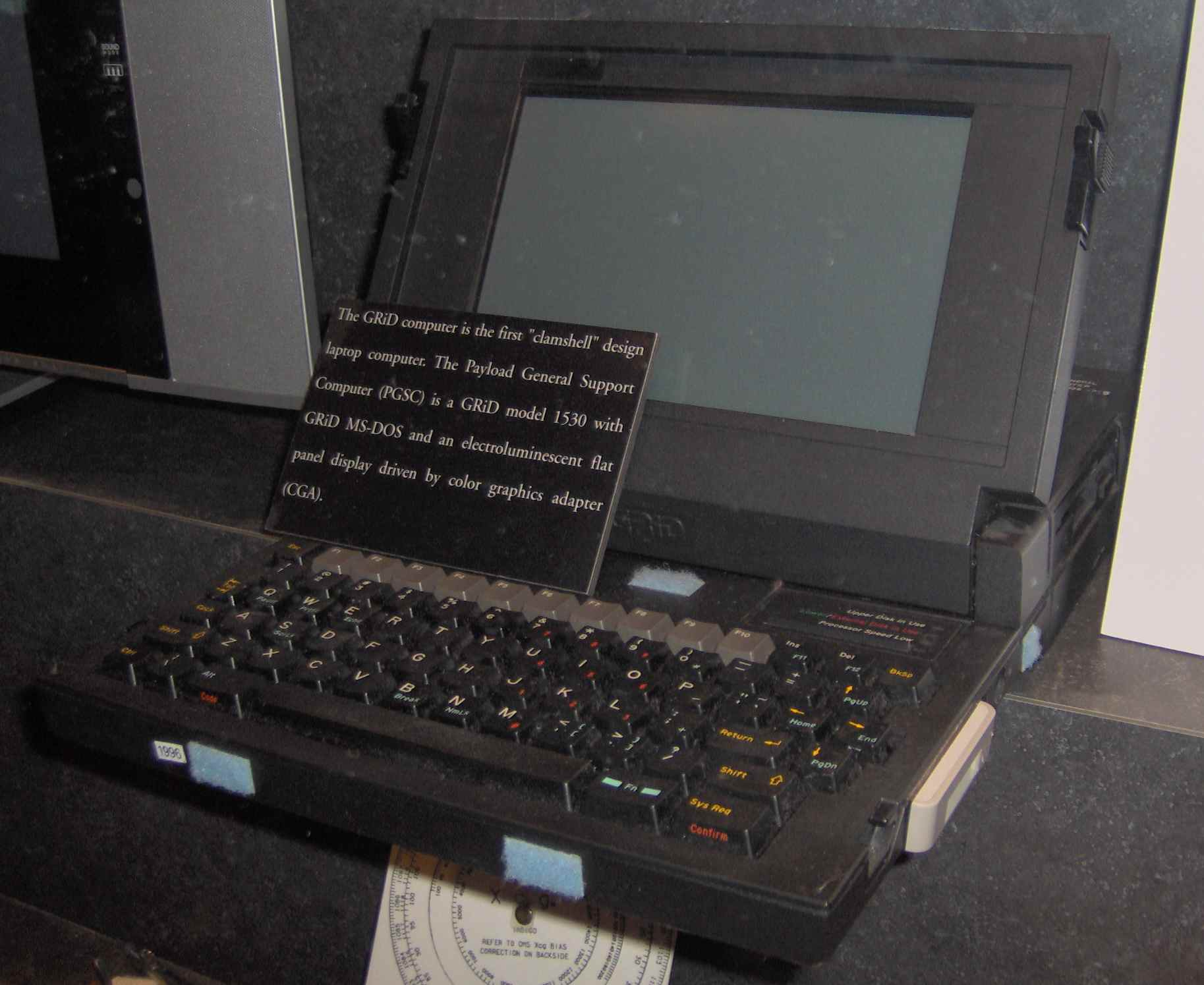
Un Grid Compass 1530 (1982)